# Inverssuche
Als Inverssuche oder auch Rückwärtssuche bezeichnet man eine Art der Telefonauskunft, bei der nicht wie im herkömmlichen Sinne eine zu einer Kombination aus Name und Adresse gehörende Rufnummer gesucht wird. Anstelle dessen kann der Anfragende Name und Anschrift zu einer bekannten Rufnummer erfragen.
Nachdem die Inverssuche aus datenschutzrechtlichen Gründen in Deutschland lange verboten war (in § 14 Absatz 4 der mittlerweile aufgehobenen Telekommunikations-Datenschutzverordnung), ist seit Ende 2004 die Inverssuche in Deutschland offiziell möglich, solange die Voraussetzungen des § 105 bzw. seit 1. Dezember 2021 des § 204 Telekommunikationsgesetz eingehalten werden.
Gegen eine solche Verwendung der eigenen Daten können Anschlussbesitzer allerdings Widerspruch einlegen. Einige Verbraucherzentralen raten den Verbrauchern dies zu tun. In der Regel bieten die verschiedenen Telefonanbieter über ihre Internetseiten ihren Kunden die Möglichkeit, sich von der Inverssuche abzumelden. Auch mit einem formlosen Brief oder Fax unter Angabe der vollständigen Anschrift, der Kundennummer und der Buchungskontonummer lässt sich der Inverssuche widersprechen.
Abseits der telefonischen Auskunft existierten schon vorher Telefonauskunfts-Programme mit dieser Funktion, die allerdings wegen der datenschutzrechtlichen Problematik wieder deaktiviert werden mussten. Zusätzlich gab es Aktualisierungen oder Cracks für Telefonauskunfts-Programme verschiedener Anbieter, welche eine Inverssuche mit diesen Programmen oder deren Datenbanken ermöglichten.